# Timurbugha
Pour les articles homonymes, voir Az-Zahir.
Az-Zâhir Timurbugha ar-Rumî Temirbugha, Timurbolgha ou Timurbugha est un sultan mamelouk burjite qui règne en Égypte en 1468.

## Biographie
Le sultan Khuchqadam décède en octobre 1467 sans avoir désigné de successeur. Deux émirs s'affrontent Bilbay et Timurbugha. Bilbay d'origine circassienne réussit à prendre le trône mais son rival soutenu par les partisans de Khuchqadam, ne tarde pas à le renverser quelques mois après. Timurbugha trouve un trésor vide et ne peut pas verser aux Mamelouks l'habituel cadeau de prise de pouvoir. Il est rapidement démis et c'est finalement l'émir Qaitbay ancien chef de la garde de Khuchqadam qui prend le pouvoir et le gardera pendant près de quarante ans.